# Trustschap van de Pacifische Eilanden
Het Trustschap van de Pacifische Eilanden (Engels: Trust Territory of the Pacific Islands) was een trustschap van de Verenigde Naties, dat sinds 1947 officieel door de Verenigde Staten bestuurd werd. De Verenigde Staten veroverden het gebied in 1944 op Japan, dat het daarvoor als het Zuid-Pacifisch Mandaatgebied namens de Volkenbond had beheerd. Op 2 april 1947 nam de Veiligheidsraad van de VN unaniem resolutie nr 21 aan, die de VS het beheer gaf over de eilanden en toestemming gaf ze militair te bezetten.
Het trustschap bestond uit de volgende deelgebieden: de eilanden Yap + Chuuk + Pohnpei (+ vanaf 1977 Kosrae, apart van Pohnpei), die onderdeel waren geweest van de Carolinen, de Marshalleilanden, Palau en de Noordelijke Marianen.
Het trustschap is inmiddels uit elkaar gevallen. In 1986 werden de Marshalleilanden en Micronesia, de naam voor Yap, Chuuk, Pohnpei en Kosrae, onafhankelijke republieken en werden de Noordelijke Marianen een afhankelijk gebied van de Verenigde Staten. Palau bleef als enige over en werd in 1994 een onafhankelijke republiek. 
Hoewel de Marshalleilanden, Micronesia en Palau onafhankelijke landen geworden zijn, hebben ze nog wel sterke politieke banden met de Verenigde Staten in de vorm van een vrije associatie.
De hoogste gezagsdrager in het gebied was de Hoge Commissaris voor het Trustschap van de Pacifische Eilanden.
Brits-Kameroen · Brits-Togoland · Frans-Kameroen · Frans-Togoland · Nauru · Nieuw-Guinea (een onderdeel van het Territorium Papoea en Nieuw-Guinea) · Ruanda-Urundi · Somalië · Tanganyika · Trustschap van de Pacifische Eilanden · West-Samoa